# Parabellum tango

Parabellum tango est un roman dystopique de science-fiction de Pierre Pelot, édité en 1980.
Le roman évoque deux zones opposées (le « Domaine de l'Œil » sécurisé, bienveillant mais à saveur totalitaire ; la « Hors-Vue », misérable, chaotique et libertaire) et les cursus de trois personnages : Woodyn Noman (déclaré apte à intégrer le Domaine de l'Œil, il quitte la Hors-Vue), Anton Girek (chanteur rebelle et contestataire en Hors-Vue) et Helena (ex-compagne de Woodyn et actuelle compagne d'Anton Girek en Hors-Vue).
Le titre du roman fait référence à une chanson (de fiction) composée et chantée par Anton Girek qui conteste la séparation entre le « Domaine de l'Œil » et la « Hors-Vue ».
Les deux zones du roman peuvent évoquer la séparation entre le monde des Possédants et celui des Prolétaires, ou la séparation entre la société policée, sécurisée et totalitaire de l'Occident et celle brutale et anarchique de certaines zones du Tiers-monde.

## Cadre politico-social du roman
Dans un espace-temps indéterminé, le monde est divisé en deux zones :
- d'une part le Domaine de l'Œil : quiconque appartient au domaine de l'Œil voit ses besoins primaires assurée, sa vie protégée mais et ses choix dictés. Chaque individu doit obéir à un Code de loi personnalisé (« C. L. P. ») défini par le Programme de l'Œil.
- d'autre part, en dehors du Domaine de l'Œil, la zone de la « Hors-Vue ». Cette zone libertaire et pauvre est aussi parfois chaotique et violente. Certains de ses habitants rêvent de la quitter pour intégrer le Domaine de l'Œil.

Tous les Citoyens du Domaine de l'Œil sont accompagnés d'un Animal de compagnie (« A. C. ») qui les connaît intimement et qui partage leur vie quotidienne. Celui de Woodyn est un chat qu'il a baptisé Grand Voyou.

## Personnages
- Personnages principaux
  - Woodyn Noman : 26 ans, déclaré apte à intégrer le Domaine de l'Œil ; il quitte alors la Hors-Vue.
  - Anton Girek : en Hors-Vue, chanteur rebelle et contestataire.
  - Helena (appelée aussi « Lena » ou « Gallys ») : ex-compagne de Woodyn et actuelle compagne d'Anton Girek en Hors-Vue.
  - Doni : nouvelle compagne de Woodyn dans le Domaine de l'Œil.
  - Grand Voyou : chat domestique, Animal de compagnie (« A. C. ») de Woodyn.

- Personnages secondaires
  - Airie Cobral : avotrake féminine chargé de défendre les délinquants ou déviants du Domaine de l'Œil.
  - Tipul : Citoyen du Domaine de l'Œil ; il doit quitter le Domaine de l'Œil pour vivre durant trois années en Hors-Vue.
  - Jester : un habitant de la Hors-Vue ; ancien voisin de Woodyn.

## Résumé
Le roman est composé de 17 chapitres de tailles différentes.
Le roman commence au moment où Tipul, instructeur et éleveur d'Animaux de compagnie (« A. C. ») vient d'apprendre qu'il a été désigné par le Programme de l'Œil comme devant quitter le Domaine de l'Œil pour vivre durant trois années en Hors-Vue. Ceci l’angoisse profondément. Alors qu'il s'apprête à faire ses bagages, il reçoit la visite à son magasin de Woodyn Noman, 26 ans, né en Hors-Vue et déclaré apte quatre mois auparavant à intégrer le Domaine. Les deux hommes vont faire le chemin inverse : Tipul quitte le Domaine de l'Œil tandis que Woodyn va en devenir membre. Woodyn achète un Animal de Compagnie, un chat, qu'il baptise Grand Voyou.
Le Programme de l'Œil a choisi pour Woodyn une compagne de vie : Doni, jeune, belle et de bon caractère. En théorie, les deux jeunes gens devraient bien s'entendre entre eux. Mais Woodyn a un problème d'ordre psychologique qu'il doit régler : lorsqu'il était en Hors-Vue, il était tombé amoureux d'Helena (qu'il avait connue sous le prénom de Gallys) et ils avaient eu une relation sentimentale pendant quelques mois. Quand il lui avait annoncé qu'il était admis au Domaine de l'Œil, elle l'avait quitté. Depuis la séparation survenue quatre mois auparavant, il n’a plus eu de nouvelles d'elle et cela le perturbe.
Pour sa part, Helena a entamé une liaison avec Anton Girek, un chanteur rebelle et contestataire. Il est notamment connu pour avoir écrit et chanté la chanson Parabellum tango dans laquelle il conteste la séparation malsaine et hypocrite entre le « Domaine de l'Œil » et la « Hors-Vue ». Mais Girek a été trop virulent dans ses chansons et, depuis peu, ses chansons sont censurées et interdites d'antenne : il est devenu, par ordre des autorités de la Hors-Vue et à l'initiative du Domaine de l'Œil, un paria dont on ne doit plus entendre les chansons ni prononcer le nom. Le groupe de musiciens qui l'accompagne se disloque.

## Éditions
- J'ai lu no 1048, mars 1980, 249 pages  (ISBN 2-277-21048-X), couverture de Philippe Caza.
- Denoël, collection Présence du futur no 626, février 2000  (ISBN 2-207-24978-6), couverture de Philippe Caza.

## Critique littéraire
- Article de Francis Valéry dans Fiction n°310, pages 162 à 164 (1980)[1].